# 銀工作
銀工作（ぎんこうさく、Operation Silver）は、1949年から1955年まで行われたイギリス情報局秘密情報部（Secret Intelligence Service、略称：SIS）の諜報活動である。

## 概要
SISはひそかにウィーンのソビエト軍本部の陸上通信線通信を盗聴した。その活動はまったく発見されることなく、オーストリアが完全な主権を回復するまで続けられた。英国の盗聴基地は、ツイードの衣料品を売る店に偽装していた。
1951年に、アメリカのCIAがベルリンで類似した活動を予定したとき、英国はアメリカに銀工作を明かし、両国は共同で金工作を行った。